# 문미옥
문미옥(文美玉, 1968년 12월 20일 ~ )는 대한민국의 정치인이다.  더불어민주당 비례대표로 제20대 국회의원을 지내고, 문재인 정부에서 과학기술정보통신부 제1차관으로 임명되었다.

## 학력
- 성모여자고등학교
- 1987 ~ 1991 포항공과대학교 물리학 학사
- 1991 ~ 1993 포항공과대학교 대학원 물리학 석사
- 1993 ~ 1997 포항공과대학교 대학원 물리학 박사

## 경력
- 2001 연세대학교 물리및응용물리사업단 연구교수
- 2003.09 ~ 2009.02 이화여자대학교 WISE거점센터 연구교수
- 2011.01 ~ 2016.02 한국여성과학기술인지원센터 기획정책실장
- 2013.05 ~ 2016.02 과학기술인협동조합지원센터 기획정책실장
- 2016.05 ~ 2017.06 제20대 국회의원 (비례대표, 더불어민주당, 초선)
  - 2016.06 ~ 2017.06 제20대 국회 전반기 여성가족위원회 위원
  - 2016.06 ~ 2017.06 제20대 국회 전반기 미래창조과학방송통신위원회 위원
- 2016.05 ~ 2017.05 더불어민주당 원내부대표
- 2017.05 ~ 2017.06 더불어민주당 추미애 당대표 비서실장
- 2017.06 ~ 2018.12 대통령비서실 과학기술보좌관 겸 국가과학기술자문회의 간사위원
- 2018.12 ~ 2019.12 과학기술정보통신부 제1차관
- 2019.12 ~ 2020.03 제21대 국회의원 선거 서울 송파구 갑 더불어민주당 국회의원 예비후보
- 2024.03 ~ 더불어민주당 탈당 및 조국혁신당 입당
- 2024.03 제22대 국회의원 선거 조국혁신당 비례대표 국회의원 예비후보

## 수상
- 2016 제1회 공공정책대상 입법부문
- 2016 원자력안전 의정활동 우수의원
- 2016 더불어민주당 국정감사 우수의원

## 역대 선거 결과
| 실시년도 | 선거   | 대수 | 직책     | 선거구   | 정당         | 득표수       | 득표율          | 순위         | 당락 | 비고 |
| -------- | ------ | ---- | -------- | -------- | ------------ | ------------ | --------------- | ------------ | ---- | ---- |
| 2016년   | 총선   | 20대 | 국회의원 | 비례대표 | 더불어민주당 | 6,069,744 표 | \| \| 25.54% \| | 비례대표 7번 |      | 초선 |
|          | 25.54% |      |          |          |              |              |                 |              |      |      |

## 소속 정당
| 소속 정당 | 소속 정당    | 소속 기간 | 비고      |
| --------- | ------------ | --------- | --------- |
|           | 더불어민주당 | 2016~2017 | 정계 입문 |
|           | 무소속       | 2017~2018 | 탈당      |
|           | 더불어민주당 | 2018~2024 | 복당      |
|           | 무소속       | 2024      | 탈당      |
|           | 조국혁신당   | 2024~현재 | 입당      |

## 같이 보기
- 대한민국 제20대 국회의원 선거 더불어민주당 후보 목록#비례대표
- 대한민국의 과학기술정보통신부 차관